# Прешево
Прешево (серб. Прешево) — посёлок городского типа на крайнем юге Сербии, в Пчиньском округе, административный центр одноимённой общины. Находится в Прешевской долине вблизи границы с Северной Македонией и частично признанной республикой Косово.
Согласно переписи населения 2002, в посёлке проживало 13 426 жителей, а согласно переписи 1991 — 15107 жителей.
Здесь находится железнодорожная станция Прешево.

## История
В 1371 Прешево было одним из многочисленных мест под властью Деяновичей. В повелении царицы Евдокии и её сына Константина, изданном в 1381 году, упоминаются сёла Прешево и «Буяновце». В 1400-1423 гг. В Прешеве был правитель «чесар» Углеша, брат сербского короля Вукашина. . Западнее Прешева находятся руины укрепления «Хисара». Во время многовекового турецкого владычества это место дважды упоминается в Пчиньском (калуджерском) памятнике из 15 века. Венгерский консул Б. Курипешич проезжал здесь ещё в 1531 году, австрийский конзнул Хан ехал через Прешево, путешествуя в Константинополь в 1868 году.
Прешево было административным центром Прешевской казы.
Расположение под горами Карадага, вблизи железной дороги способствовало развитию сельского хозяйства и ремёсел. Здесь было много фруктовых садов. Главными промыслами были кузнечный и гончарный, менее развит был столярный. Это был посёлок с 3000 жителей, в основном турок. Одну восьмую часть населения составляли йорговцы — православные цыгане.
В конце 19 века в Прешеве было 600 домов, из них только 30 православных сербских. В посёлке кроме сербской основной школы (с 1891) была турецкая полугимназия, так называемая. руждия. В 1894 году Прешево быдно в получасе езды от одноимённой железнодорожной станции. По свидетельству одного путешественника: «Показалось мне как одно на вид очень неприглядное место» Но Прешево в то време
имело значение как административный и торговый центр своего края. Первая мечеть в Прешеве была построена в 1856 году Позже здесь была установлена граница с переходои между Сербией и Османской империей.
Главная дорога, которая проходит возле Прешева, была построена в 1865 году, а железная дорога со станцией в 1888 году. Развитие города ускорилось при сербской власти с 1878 года. Тогда здесь был размещён центр местной власти. После войны 1878 года в Прешово было 250 домов.
В Прешево в старину был православный храм Святой Троицы, на его развалинах турки построили мечеть. Выше Прешево находился православный храм в честь св. Димитрия, который разрушился после ухода последних сербов. Территория над Прешево называется «Манастириште», и там предположительно находилось старинное средневековое поместье сербского деспота Деяна, посвященное Пресвятой Богородице в «Арильевице». Нынешняя Прешевская православная церковь св. Димитрия была построена в 1905 году, но разрушена албанцами в 1913 году. После Первой мировой войны её отреставрировали и пристроили колокольню.

Старые сербские жители эмигрировали в Сербию в 1878 году, но в 1912 году пришла новая волна сербских поселенцев. Тем временем здесь проживало небольшое количество цыганских семей разных конфессий. После окончания Второй мировой войны количество сербов выросло до 30 %.

## Демография
В посёлке Прешево живёт 8641 совершеннолетних граждан. Средний возраст населения 29,9 лет (29,2 у мужчин и 30,5 у женщин). В посёлке 3073 домохозяйства, в среднем 4,37 человек в одном домохозяйстве
Посёлок населён в основном албанцами (87,5 %).
Сербы — второй по численности народ (9,1 %). Цыгане составляют примерно 2,5 % населения, остальные народы — менее 1 %.